# Maltesermühle

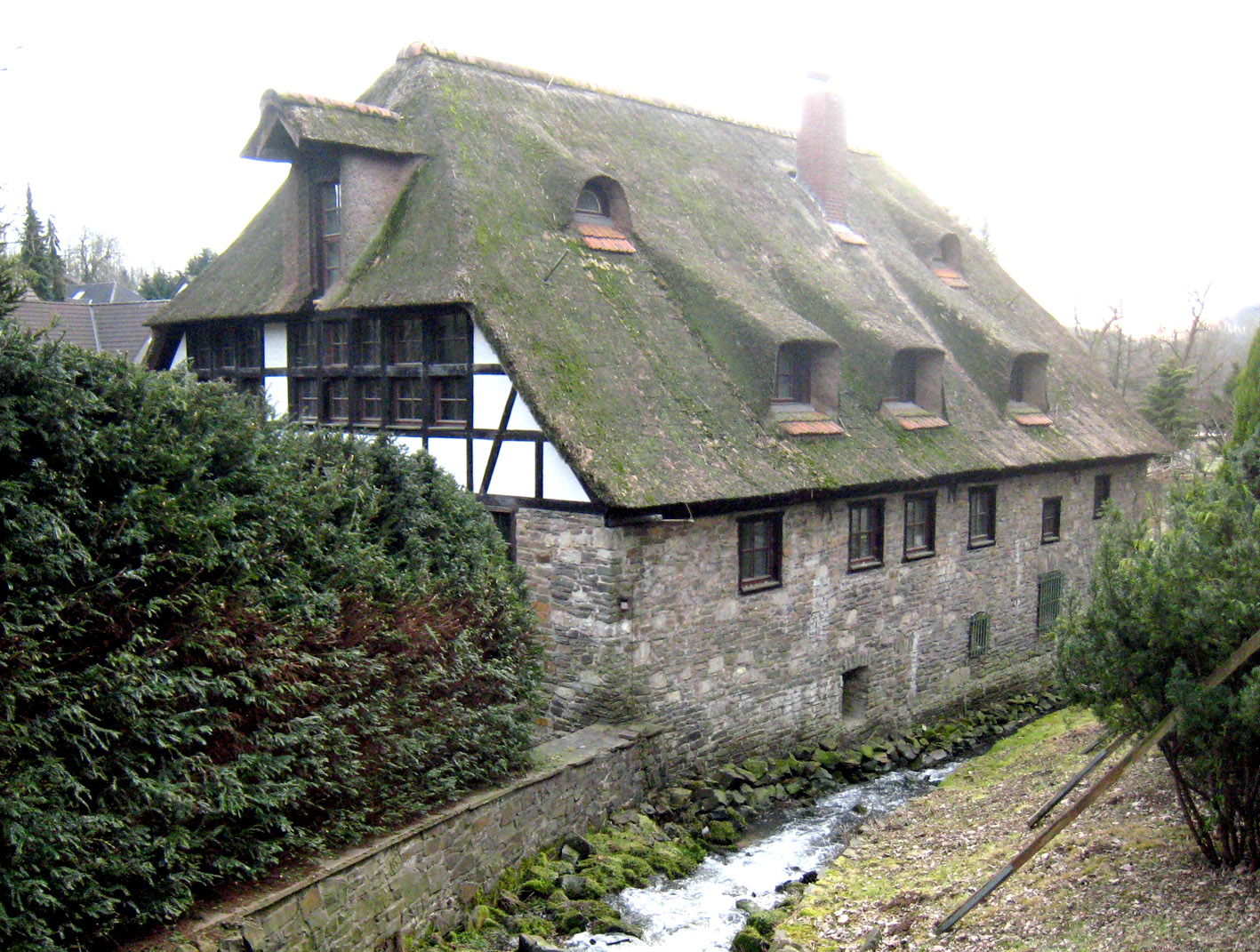
Die ehemalige Maltesermühle dient heute nur noch zu Wohnzwecken

Die Maltesermühle war eine Fruchtmühle im Stadtteil Herrenstrunden von Bergisch Gladbach an der Strunde. Sie hieß auch Mühle zu Herrenstrunden (so die Bezeichnung 1521) oder die Strunder Mühle (1773). Heute dient sie nur noch zu Wohnzwecken.

## Geschichte
Die Maltesermühle findet urkundlich erstmals 1325 Erwähnung als Mühle der Johanniter zu Herrenstrunden. Sie gehörte immer zur Kommende Herrenstrunden. Im ältesten noch erhaltenen Pachtbrief von 1521 ist dokumentiert, dass der Müller Heinrich und seine Frau Eva die Mühle auf zwölf Jahre pachteten. Die Pacht betrug zehn Goldgulden und zehn Malter Korn. Weiterhin war für die Malteser Komturei umsonst zu backen und zu mahlen. Die Eheleute Heinrich Lohe und Katharina Roderborn pachteten als letzte die alte Mühle 1697 auf zwölf Jahre. Anschließend musste sie durch einen Neubau ersetzt werden.
Das noch heute bestehende Mühlengebäude trägt als Maueranker das Jahr der Fertigstellung 1728. Über der Tür ließ der damalige Komtur sein Wappen einmeißeln und dazu die Inschrift:

„CARL FRANS FREYHERR VON WACHTENDONCK HERR ZU GERMENZELL
 S.I.O. RITTER UND COMMANDEUR
ZU HERRENSTRUNDEN“

1732 sollte der Tagelöhner Tonnes Marx das Kammrad der Mühle schmieren, wobei das Getriebe plötzlich losging. Marx wurden zwei Finger abgerissen. Es entstand ein Streit, wer die Kosten für den Chirurgen und ein angemessenes Schmerzensgeld zu bezahlen hätte. Er endete damit, dass dem Müller zwei Kühe gepfändet wurden, um mit dem Erlös Marx zu befriedigen und gleichzeitig die Verfahrenskosten zu decken.
Der Rheinbund veranlasste 1806 die Auflösung des Malteserordens und die Enteignung des gesamten Ordensbesitzes. Der bisherige Pächter Kaspar Neuhäuser blieb zunächst in der Mühle. Da sich für anfallende Arbeiten, die nun öffentlich ausgeschrieben werden mussten, kein Handwerker meldete, blieb dem Pächter nichts anderes übrig, als selbst eine neue Achse für das Mühlrad zu fertigen und die Schwelle unter dem Mühlenbett zu erneuern. Er erhielt dafür 85 Reichstaler. 1815 musste ein neuer Mühlstein beschafft werden, weitere kostspielige Reparaturen folgten.
Daraufhin versuchte der Staat 1823 das unrentable Objekt zu veräußern. Man konnte aber zunächst keinen Käufer finden. 1823 folgte Johann Häck für zwölf Jahre als Pächter gegen 290 Reichstaler Jahrespacht. Doch in und an der Mühle musste ständig repariert werden. Da die Mühle keine Zwangsrechte mehr besaß und neue Mühlen in der Gegend gebaut worden waren, sank der Umsatz. Man versuchte mehrmals vergebens, die Mühle und den nahe gelegenen Mistenhof zu verkaufen. Offensichtlich war aber der Preis zu hoch angesetzt.
Am 4. Juli 1835 kaufte der Landwirt Theodor Koch die Maltesermühle und den Mistenhof mit neun Morgen Land für 10.000 Taler. Ab 1836 verpachtete er die Mühle an seinen Schwiegersohn Franz Neuhäuser. Dieser tauschte sie  mit seinem Schwager Johann Koch gegen den Hof der Malteser Kommende. Koch wurde 1854 Eigentümer der Mühle. Er brachte den heruntergewirtschafteten Betrieb wieder hoch und stellte auch Kornbranntwein und Senf her. Mehrfach wechselte die Mühle noch ihren Besitzer. Ab 1930 nutzten die Müller Josef Hambüchen und Josef Eck die Mühle nur noch gelegentlich zum eigenen Bedarf, ebenso wie die Eheleute Josef Brochhaus und Maria Höller, die die Mühle 1938 erwarben. Als 1944 der Mühlengraben brach, wurde der Betrieb endgültig eingestellt. Seitdem dient das Mühlengebäude nur noch als Wohnhaus.

## Denkmal
Die Maltesermühle steht unter Nr. 36 als Denkmal in der Liste der Baudenkmäler in Bergisch Gladbach.